# Inês Vicente
Inês Vicente est une joueuse internationale portugaise de rink hockey. 

## Palmarès
En 2016, elle participe au championnat du monde.